# Liège-Bastogne-Liège 1948
La 34e édition de Liège-Bastogne-Liège a eu lieu le 2 mai 1948 et a été remportée par le Belge Maurice Mollin. 
Un peloton de 22 coureurs se présente à l'arrivée à Liège. Le Belge Maurice Mollin l'emporte devant son compatriote Raymond Impanis et le Français Louis Caput.
92 coureurs étaient au départ. 40 rejoignent l'arrivée.

## Classement
| n° | Coureur              | Équipe             | Temps          |
| -- | -------------------- | ------------------ | -------------- |
| 1  | Maurice Mollin       | Mercier-Hutchinson | 5 h 52 min00 s |
| 2  | Raymond Impanis      | -                  | m.t.           |
| 3  | Louis Caput          | Olympia-Dunlop     | m.t.           |
| 4  | Adolf Verschueren    | Mercier-Hutchinson | m.t.           |
| 5  | Camille Danguillaume | Peugeot-Dunlop     | m.t.           |
| 6  | Frans Leenen         | -                  | m.t.           |
| 7  | Henri Van Kerckhove  | Garin-Wolber       | m.t.           |
| 8  | Edward Van Dijck     | -                  | m.t.           |
| 9  | Marcel Rijckaert     | Mercier-Hutchinson | m.t.           |
| 10 | Albert Dubuisson     | Rochet-Dunlop      | m.t.           |